# Kineograf

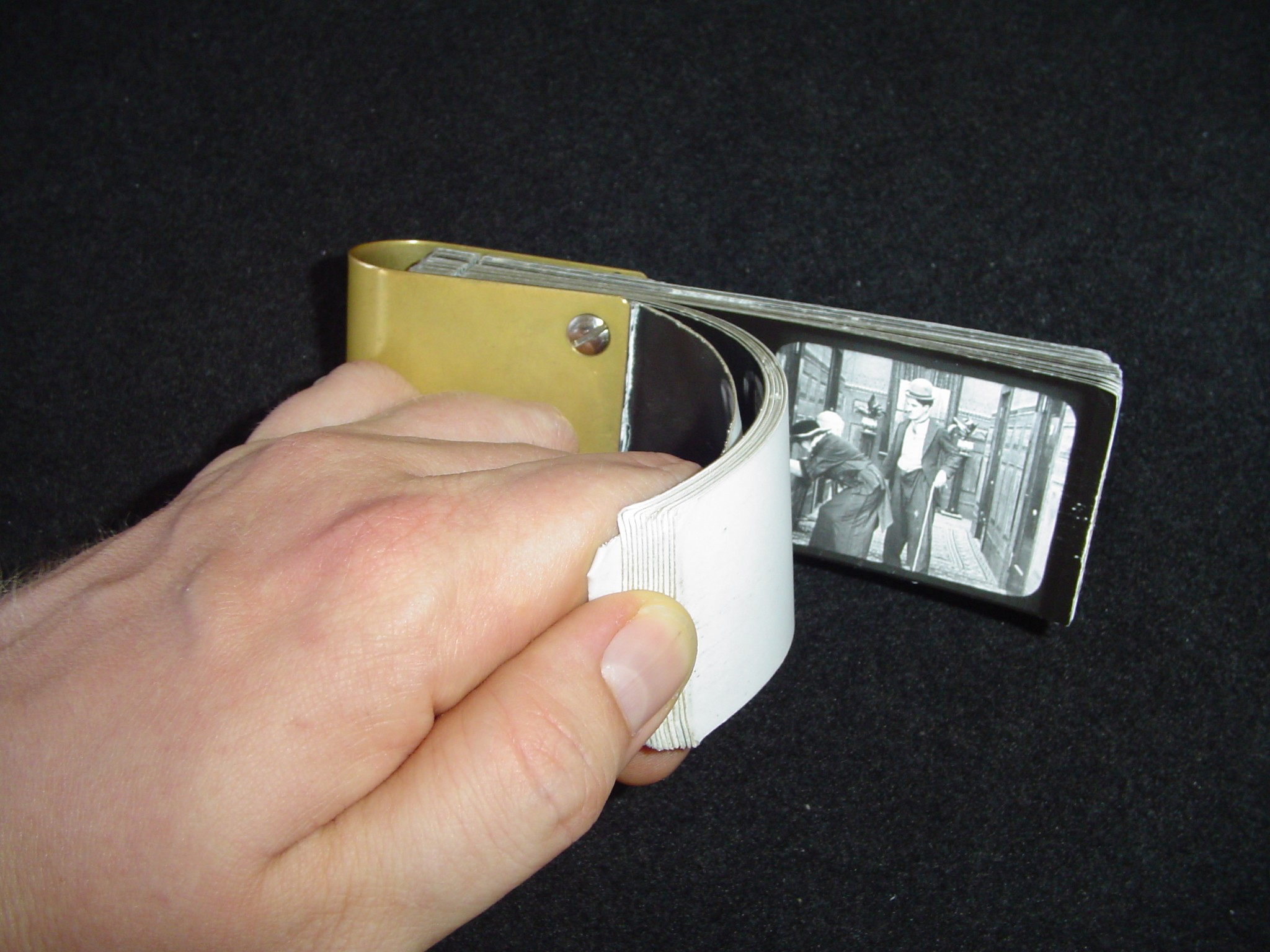
Kineograf

Kineograf, Flipbook – rodzaj animacji, najczęściej wykonywany na rogu książki, gdzie wraz z szybkim jej przekartkowaniem oczom oglądającego ukazuje się krótki film rysunkowy.